# Martin Knight
Martin Knight (* 28. Dezember 1983 in Wellington) ist ein ehemaliger neuseeländischer Squashspieler. 

## Karriere
Martin Knight begann seine Karriere im Jahr 2003 und gewann zehn Titel auf der PSA World Tour. Seine beste Platzierung in der Weltrangliste erreichte er mit Rang 38 im März 2010. Bei den Commonwealth Games 2010 gewann er an der Seite von Joelle King die Silbermedaille im Mixed. Im Finale unterlagen sie den Australiern Cameron Pilley und Kasey Brown. Martin Knight wurde darüber hinaus 2011, 2013 und 2014 neuseeländischer Landesmeister. Mit der neuseeländischen Nationalmannschaft nahm er 2005, 2007, 2009, 2011 und 2013 an Weltmeisterschaften teil. 2017 beendete er seine Karriere und wurde Trainer der kolumbianischen Squashnationalmannschaft.

## Erfolge
- Gewonnene PSA-Titel: 10
- Commonwealth Games: 1 × Silber (Mixed 2010)
- Neuseeländischer Meister: 2011, 2013, 2014